# Восток (сатови)
Восток је руски бренд механичких ручних сатова, који су производе у граду Чистопољу, у републици Татарстан. Сатови су рађени углавном за војнике и официре.
Када је нацистичка Немачка напала Совјетски Савез јуна 1941. године и почела реализацију плана инвазије Совјетског Савеза, кодног назива Барбароса, Совјети су масовно почели да премештају своја витална индустријска постројења на исток. Тако је дошао и ред на измештање погона Друге московске фабрике сатова. Део погона је премештен у град Чистопољ на обали реке Кама у Татарстану, 800 км источно од Москве. Фабрика у Чистопољу радила је под називом Пета фабрика сатова . Фабрика је већином, ако не и искључиво, радила за потребе војске. Наводно је, између осталог, производила сатове за чувени совјетски тенк Т-34. Године 1943. фабрика производи мушки сат К-43. Године 1949. фабрика производи мушки сат К-26 „Победа“ као и зидне, уличне и бродске сатове. Године 1950. фабрика почиње изградњу нових индустријских зграда. Колико је велик и значајан овај произвођач сатова говори и податак да је у једном периоду запошљавао 4000 радника, имао је свој институт са 800 студената, медицински центар и супермаркет. Године 1952. фабрика почиње производњу сата по имену „Кама“, који је отпоран на шок-удар и водоотпоран. Године 1957, почиње производња високо прецизних сатова: К-28 „ Еаст“, „Мир“, „Волна“, „Сатурн“, „Цосмос“, са централном или издвојеном секундаром. Године 1962. фабрика је награђена златном медаљом на сајму у Лајпцигу. Те исте године развијен је сат под називом „Командирские“ и фабрика постаје званични снабдевач Министарства Одбране Совјетског Савеза ( негде се помиње и 1965. као година када је фабрика постала званични снабдевач ). Године 1968. почиње производња модела под називом Амфибија ( Амфибия ). С обзиром да је 2006-2007. год. Восток на тржиште избацио јубиларни модел Амфибија 1967 у част 40 година постојања овог славног сата, вероватно да је прва Амфибија развијена још 1967. године. Такође те 1968. године фабрика почиње да послује под именом Фабрика сатова Восток или Восток а у част Совјетском свемирском програму. Током 1972. год. фабрика Восток извози своје производе у 54 земље а 1980. фабрика почиње производњу дубинометара ( wатер-метерс), манометара, тахографа… Те исте године фабрика улази под надлежност Министарства за радиоиндустрију. Три године касније ( 1989 .године ) фабрика прелази на самофинансирање а већ 1992 потпада под надлежност Републике Татарстан. Деведесете и прва деценија 2000-тих представља веома буран период за овог великог произвођача сатова. С једне стране започела је производња, између осталог, нових Командирских и Амфибија ( као што је већ речено представљена је нова Амфибија 1967 ). Затим „Восток Wатцх Макер Инц.“ и „ Колиз Лтд“ 2004. године оснивају фирму „Колиз Восток Цо.Лтд“ ( са седиштем у Литванији ) која је произвођач све више тражених Восток Еуропе сатова ( у које се махом уграђују Восток механизми) а опет са друге стране тај часовничарски гигант све више посрће. Пре свега завршна обрада није на нивоу као у време СССР-а, то се пре свега односи на хромирана кућишта ( рецимо Командирски). Видети ношен, очуван Восток Командирски из периода СССР није тако тешко али видети ношен, очуван Командирски из рецимо средине 90-тих је већ мало теже. До банкрота фирме долази 2010. године а производња, наводно, није ни тада стала. Иронично, како то у животу обично бива, упоредо са посртањем овог произвођача, расте број заљубљеника и колекционара старих Восток сатова. То се пре свега односи на моделе Командирски и Амфибија.